# صهيب بن الشيخ
صهيب بن الشيخ (بالفرنسية: Soheib Bencheikh) (ولد عام 1961م، جدة، المملكة العربية السعودية) زعيم ومؤلف مسلم وسياسي فرنسي من والدين جزائريين(1) من الصوفيين.
تخرج في الفقه الإسلامي من جامعة الأزهر، في القاهرة، مصر، وجامعة بروكسل الحرة، بلجيكا. وهو حاصل على درجة الدكتوراه في العلوم الدينية من مدرسة pratique des hautes études (EPHE)، في باريس، فرنسا. سمي مفتي مارسيليا، فرنسا، في عام 1995م من قبل مسجد باريس الكبير. وهو عضو في المجلس الفرنسي للديانة الإسلامية منذ إنشائه في عام 2003م.
وهو زعيم ضد الأصولية الدينية ومؤيد حازم من الإسلام حريص وقادر على التكيف مع العالم الحديث. كما أنه من المسلم به باعتباره مصلحا رجل دين مسلم ملتزم الحوار بين الأديان. وقد كتب كتابين ليه جراند الأديان وماريان et le Prophète: l'الإسلام dans la فرنسا هذا وقد استضاف التحالف الفرنسي، في كتابه الشهير على موقف وفرص المسلمين في الديمقراطية العلمانية.
بين «الحداثة»، وذكر أن التعليم هو أفضل حماية لشرف المرأة والرفاه (وليس الحجاب الذي يقول ليس إلزاميا).
حاول صهيب بن شيخ الترشح للرئاسة في الانتخابات الرئاسية الفرنسية عام 2007 لكنه فشل في الحصول على الموافقات الـ 500  المطلوبة من أجل أن يصبح مرشحا رسميا. أنشأ حركة «الهمة للحركة الجمهورية» خصيصا لهذا الغرض.